# Michael Trischan
Michael Trischan (* 26. Juli 1961 in Friedberg, Hessen) ist ein deutscher Schauspieler. Einem breiten Fernsehpublikum wurde er durch die Fernsehserien Gute Zeiten, schlechte Zeiten, Die Stadtindianer,  Sprechstunde bei Dr. Frankenstein und In aller Freundschaft bekannt.

## Leben
Michael Trischan absolvierte nach seinem Schulabschluss zunächst von 1977 bis 1980 eine Ausbildung zum Krankenpfleger in Hanau. Von 1980 bis 1982 wurde er in München und Stuttgart zum Schauspieler ausgebildet.
Trischan ist seit 1993 mit der Schauspielerin Ditte Peter, die er am Schlosstheater Celle kennenlernte, verheiratet und hat mit ihr zwei Söhne, darunter den Schauspieler Attila Trischan (* 1994), der mit seinem Vater wiederholt auf der Theaterbühne steht. Seit 2020 lebt das Paar im Leipziger Stadtteil Gohlis.

## Karriere
Seine Schauspielkarriere begann Trischan Anfang der 1980er Jahre am Theater. 1987 spielte er am Stadttheater Gießen in der Oper Carmen die Rolle des Schankwirts Lillas Pastia. Unter Klaus Havenstein gastierte er 1989 an den Burgfestspielen Bad Vilbel als Camillo in Lope de Vegas Der Ritter vom Mirakel. Von 1990 bis 1993 gehörte er unter dem Intendanten Eberhard Johow zum festen Ensemble des Schlosstheater Celle. 2023 war er am neuen theater Halle unter Dietmar Rahnefeld als Murray in der Theaterinszenierung Ein seltsames Paar zu sehen. Regelmäßig tritt er als Rezitator anspruchsvoller Texte von Johann Wolfgang von Goethe, Franz Kafka, Kurt Tucholsky und Kurt Schwitters auf.
Seit 1993 wirkte Trischan in bislang über 70 Film- und Fernsehproduktionen mit. In seinem Fernsehdebüt 1993 spielte er in einen der Hauptrollen den unkoventionellen Krankenpfleger Jürgen Borchert in 72 Folgen der RTL-Fernsehserie Gute Zeiten, schlechte Zeiten, was ihm zu erster Bekanntheit verhalf. Weitere Bekanntheit brachte ihm 1996 die Rolle des Polizisten Kalle in der ZDF-Krimiserie Die Stadtindianer ein. Dem jungen Publikum bekannt wurde er 1997 vor allem durch die Titelrolle des Lenni in der Kinder- und Jugendserie Sprechstunde bei Dr. Frankenstein. Von 2006 bis 2009 spielte er die durchgehende Rolle des Polizisten Carl Eberling in der ZDF-Vorabendserie Da kommt Kalle. Der endgültige Durchbruch gelang ihm, an der Seite von Monika Lennartz, durch seine Rolle als Krankenpfleger, Medizinstudent und später Dr. Hans-Peter Brenner in der ARD-Krankenhausserie In aller Freundschaft, die er von Dezember 2007 (Folge 376) bis Mai 2021 (Folge 930) spielte. Mitte 2020 wurde bekannt, dass er die Serie im Jahr 2021 verlassen wird.

## Filmografie

### Filme
- 1995: Operation Medusa
- 1998: Das Glück wohnt hinterm Deich
- 1998: Dr. Mad – Halbtot in weiß
- 1998: Tod auf Amrum
- 1999: Der Hurenstreik – Eine Liebe auf St. Pauli
- 2000: Alle Kinder brauchen Liebe
- 2001: Paulas Schuld
- 2001: Der Schuß
- 2001: Zum letzten Kliff
- 2003: Oskar der Klomann
- 2003: Zutaten für Träume
- 2003: Im Schatten der Macht (Zweiteiler)
- 2003: Tochter meines Herzens
- 2004: Das Bernstein-Amulett
- 2005: Brücke zum Herzen
- 2005: Unkenrufe – Zeit der Versöhnung
- 2005: Brief eines Unbekannten
- 2006: Rose unter Dornen (Zweiteiler)
- 2006: Vineta
- 2008: Up! Up! To the Sky
- 2011: Was wirklich zählt
- 2013: Bis zur letzten Sekunde
- 2018: Zwei Herzen
- 2020: Julia muss sterben

### Fernsehserien und -reihen
- 1992–2008: Großstadtrevier (verschiedene Rollen, 7 Folgen)
- 1993–1994: Gute Zeiten, schlechte Zeiten (72 Folgen)
- 1994–1997: Faust (verschiedene Rollen, 2 Folgen)
- 1994–2005: Im Namen des Gesetzes (verschiedene Rollen, 3 Folgen)
- 1994–1998: Die Männer vom K3 (verschiedene Rollen, 3 Folgen)
- 1995: Stubbe – Von Fall zu Fall: Stubbe sieht rot (Fernsehreihe)
- 1997–1998: Sprechstunde bei Dr. Frankenstein (54 Folgen)
- 1996: Die Stadtindianer (14 Folgen)
- 1996: Adelheid und ihre Mörder (Folge Zwei links, zwei rechts)
- 1996: Freunde fürs Leben (Folge Vaterliebe)
- 1998: Alarm für Cobra 11 – Die Autobahnpolizei (Folge Kurze Rast)
- 1998: Fieber – Ärzte für das Leben (Folge Schrecken ohne Ende)
- 1998: Stubbe – Von Fall zu Fall: Stubbe und das fremde Mädchen
- 1999: Polizeiruf 110: Sumpf
- 1999–2001: Für alle Fälle Stefanie (verschiedene Rollen, 2 Folgen)
- 1999–2002: Ein Fall für zwei (verschiedene Rollen, 2 Folgen)
- 1999–2007: Die Rettungsflieger (verschiedene Rollen, 2 Folgen)
- 1999: Einsatz Hamburg Süd (Folge Bannmeile)
- 1999: SK Kölsch (Folge Spiel mit dem Feuer)
- 1999: Evelyn Hamanns Geschichten aus dem Leben (Folge Wissen ist Macht)
- 1999: Alphamann: Amok (Fernsehreihe)
- 1999: Alphamann: Die Selbstmörderin
- 1999: Mama ist unmöglich (Folge Mama fliegt auf Bäume)
- 1999–2000: Wolffs Revier (2 Folgen)
- 2000: OP ruft Dr. Bruckner (Folge Verschüttet)
- 2000: Die Motorrad-Cops – Hart am Limit (Folge Regenzeit)
- 2000: Bella Block: Am Ende der Lüge
- 2001: Salto Kommunale (Folge Beamtencontainer)
- 2001: Rosa Roth – Täusche deinen Nächsten wie dich selbst
- 2002: Tatort: Lastrumer Mischung
- 2002: Tatort: Der Fremdwohner
- 2002: Tierarzt Dr. Engel (2 Folgen)
- 2003: Die Pfefferkörner (Folge Tafelraub)
- 2003: Doppelter Einsatz (Folge Heiße Fracht)
- 2003: Polizeiruf 110: Die Schlacht
- 2003: Alles Atze (Folge Bettgeschichten)
- 2003: Millennium Mann (Folge Elvis)
- 2003: Körner und Köter (Folge Wo die Liebe hinfällt)
- 2003: Broti & Pacek – Irgendwas ist immer (Folge Nein, Ich will)
- 2003: Anja & Anton (Folge Wer klappert denn da?)
- 2003: In aller Freundschaft (Folge Eine neue Chance, Gastrolle als Herbert Fröhler)
- 2004: Tatort: Eine ehrliche Haut
- 2004: Hausmeister Krause – Ordnung muss sein (Folge Ein Ende mit Schrecken)
- 2004: girl friends – Freundschaft mit Herz (Folge Von Leben und Tod)
- 2005: Tatort: Bienzle und der Feuerteufel
- 2005: Küstenwache (Folge Mit dem Rücken zur Wand)
- 2005: Siebenstein (Folge Die Gänseblümchen Elfe)
- 2005–2006: Die Wache (2 Folgen)
- 2006: SOKO Köln (Folge Die Spur des Jägers)
- 2006–2009: Da kommt Kalle (26 Folgen)
- 2007–2021: In aller Freundschaft (452 Folgen, Hauptrolle als Hans-Peter Brenner)
- 2007: Stubbe – Von Fall zu Fall: Bittere Wahrheiten
- 2010–2022: SOKO Stuttgart (verschiedene Rollen, 2 Folgen)
- 2012: Schloss Einstein (2 Folgen)
- 2013: Heiter bis tödlich: Fuchs und Gans (Folge Wenn Stefan 2x klingelt)
- 2013: Alles Klara (Folge Der allerletzte Gast)
- 2020–2024: SOKO Wismar (verschiedene Rollen, 2 Folgen)